# 옘틀란드

옘틀란드의 문장

옘틀란드의 위치

옘틀란드(스웨덴어: Jämtland)는 스웨덴 북부 노를란드 지역을 구성하는 지방 가운데 하나로 면적은 34,009km2, 인구는 112,717명(2009년 기준)이다. 남쪽으로는 헤리에달렌 지방과 메델파드 지방, 동쪽으로는 옹에르만란드 지방, 북쪽으로는 라플란드 지방과 접하며 서쪽으로는 노르웨이와 국경을 접한다. 옘틀란드주와 베스테르노를란드주, 베스테르보텐주가 이 지방에 속한다. 지방을 상징하는 꽃은 난초, 동물은 말코손바닥사슴이다.